# دیو فارل
دیوید مایکل فارل متولد هشتم فوریه ۱۹۷۷ در ماساچوست ملقب به «فینیکس» گیتاریست آمریکایی و همخوان گروه لینکین پارک است.

## سالهای اولیه
دیوید مایکل فارل، که بعدها نام فونیکس را برای خود انتخاب کرد تا کلاس دوم یک کاتولیک به حساب می‌آمد اما بعد از این تاریخ به کلیسای پروتستان‌ها رفت و این مصادف بود با حرکت خانواده اش از ماساچوست به ایالت میشن ویگو. دیوید همان‌جا بود که به دبیرستان رفت و به یک گروه موسیقی کوچک به نام Tasty Snax پیوست که بعدها شیوه کاری این گروه پایه‌گذار اولین فعالیت‌های لینکین پارک شد. آن‌ها در این گروه سعی داشتند شیوه ای از پانک را که آمیخته به افکار و عقاید مسیحیت بود ترویج بدهند.
فونیکس هم اوایل کار حرفه‌ای خود علاقه‌مند به ساز گیتار بود. نواختن گیتار را مادرش به او آموخت، زنی که عشق موسیقی را در او بیدار کرد و بعدها هم برادر بزرگش جو او را تشویق به ادامه راه کرد و در این مسیر تجربه نواختن سازهای متفاوتی را از سر گذراند. پیانو، ویالون، ویالون چو که نواختن این هارا در آلبوم ری-انیمیشن (Reanimation) از لینکین پارک به راحتی انجام داد. با این همه همیشه می‌خواست نوازنده درام بشود. اگر چه هرگز موفق به یادگیری این ساز نشد.
"من عاشق گروه‌هایی مثل ویدز، بتیلز، دفتونز، روتز، باب مارلی، سارامک لاگلن، هوگزاند واگنر، هارود و خانک بودم.
موسیقی با شنیدن اصوات این‌ها روی من اثر می‌گذاشت اما حالا چه کار می‌کنم؟! یک ساز مدل ارنی بال میوزیک ۴ و ۵ سیمه می‌نوازم، یعنی نوازنده گیتار بیس شدم، چیزی که حتی فکرش را هم نمی‌کردم" اینها را فونیکس در مصاحبه با یک سایت اینترنتی عنوان کرده‌است. کسی که در دانشگاه‌های مونته ویدئو، مونیترز، لاپاز کابالروس، میشن ویگو و دیابلوس تحصیل کرد. اما این کالج UCLA بود که پل موفقیت و ورود او به دنیای موسیقی حرفه‌ای شد. در آنجا با برد دلسون آشنا شد، هم اتاقی او که در اوقات بیکاری، با هم به تمرین می‌پرداختند. آشنایی این چند نفر در دانشگاه UCLA ستون‌های اولیه لینکین پارک را شکل داد.

## لینکین پارک
دیو فارل به عنوان نوازنده گیتار برقی به گروه لینکین پارک ملحق شد. این گروه ابتدا با نام زرو (xero) به کار پرداخت. با وجود منابع و امکانات کم این گروه شروع به ضبط موسیقی در استودیوی موقت مایک پرداخت و بالاخره در سال ۱۹۹۷ اولین و تنها EP گروه با ۴ قطعه منتشر شد اما برای گروه موفقیتی در پی نداشت و ناامیدی و تنش به وجود آمده در گروه باعث پیوستن دیو فارل به گروه‌های دیگر و همچنین بازگشت به Tasty Snax شد.
پس از مدتی با پیوستن چستر بنینگتون به گروه و تغییر نام به لینکین پارک، در سال ۱۹۹۹، دیو بار دیگر به گروه پیوست و تاکنون نیز در گروه فعالیت دارد.

## زندگی شخصی
دیو فارل در سال ۲۰۰۲ با Linsey Farrell ازدواج کرد و هم‌اکنون ۳ فرزند دارد. به دلیل داشتن دو ققنوس روی هر دو بازو به «فینیکس» ملقب شده‌است.